# Austrolaenilla hastulifera
Austrolaenilla hastulifera är en ringmaskart som först beskrevs av Pruvot in Fauvel 1936.  Austrolaenilla hastulifera ingår i släktet Austrolaenilla och familjen Polynoidae. Inga underarter finns listade i Catalogue of Life.